# Stephensoniana
Stephensoniana är ett släkte av ringmaskar. Stephensoniana ingår i familjen glattmaskar.
Kladogram enligt Catalogue of Life:
| Stephensoniana | \| \| Stephensoniana tandyi \| \| \| \| \| \| Stephensoniana trivandrana \| \| \| \| |
|                | \| \| Stephensoniana tandyi \| \| \| \| \| \| Stephensoniana trivandrana \| \| \| \| |
|                | Stephensoniana tandyi                                                                |
|                |                                                                                      |
|                | Stephensoniana trivandrana                                                           |
|                |                                                                                      |